# Alois Beranek
Alois Beranek (* 15. Jänner oder 13. Februar 1900 in Wien; † 22. Mai 1983) war ein österreichischer Fußballschiedsrichter. Er leitete zahlreiche große Länderspiele und zählte in seiner aktiven Zeit „zur besten Klasse der europäischen Schiedsrichter“.
Vor seiner Schiedsrichterkarriere war Beranek Fußballspieler, nach seiner Zeit als Referee kurzzeitig sogar Fußballtrainer.

## Leben und Wirken
Alois Beranek wurde am 15. Jänner oder 13. Februar 1900 in Wien geboren und begann bereits in jungen Jahren mit dem Fußballspielen. Ab 1919 spielte er beim Sportklub Bewegung-Hermania, der sich im September 1922 mit dem I. Meidlinger Athletenklub von 1885 (M. A. K.) zum Meidlinger Athleten Klub (M. A. K.) „Hermania“ fusionierte. Während dieser Zeit gehörte er ebenfalls noch dem M. A. K. an und war für diesen auch organisatorisch tätig. Weitere Stationen waren der SC Wacker Wien in der höchsten Liga (1923), der SC International Wien in der zweiten Leistungsstufe (1924) und der ASV Hertha Wien, bei der der Außenläufer zwischen 1925 und 1929 Stammspieler in der ersten und zweiten Liga war. Mit dem eben erst aufgestiegenen Klub stieg er 1925/26 nach nur einer Saison im Oberhaus wieder in die Zweitklassigkeit ab, schaffte in dieser 1926/27 den direkten Wiederaufstieg und belegte in seinen letzten beiden Spielzeiten jeweils Plätze im Tabellenmittelfeld. Aufgrund einer schweren Verletzung – am 4. August 1929 zog er sich bei einem Spiel am Sportplatz in der Troststraße (vermutlich am Rudolfshügel) einen Bruch des rechten Unterschenkels zu –, die eine zweijährige Heilungsdauer benötigte, beendete Beranek seine Spielerlaufbahn.
Anschließend wurde er Schiedsrichter im Wiener Fußballverband, leitete von 1931 bis 1954 regelmäßig Spiele der höchsten österreichischen Liga und des österreichischen Fußballpokals, darunter das Cupfinale 1946. Beranek wurde auch bald zu einem international gefragten Mann, leitete 22 Länderspiele, 11 Mitropacupspiele und nahm an den Weltmeisterschaften 1934, 1938 und 1950 teil. Das 1951 vom ÖFB herausgegebene Offizielle Jahrbuch des Österreichischen Fussballsportes nennt sogar 32 Länderspieleinsätze Beraneks als Schiedsrichter und dies sogar noch vor Beendigung seiner Schiedsrichterkarriere. Des Weiteren leitete er bis 1951 vier Entscheidungsspiele um die jugoslawische Staatsmeisterschaft, sowie zahllose internationale Vereinsspiele. Am 1. Februar 1938 wurde der Schiedsrichter am Wiener Childsspital am Blinddarm operiert. Während des Zweiten Weltkriegs versah er seinen Kriegsdienst unter anderem an der Ostfront, wo er 1944 schwer erkrankte.
Nachdem der hauptberuflich als Inspektor im Haupttelegraphenamt am Börseplatz tätige Beranek seine Laufbahn als Schiedsrichter auf höchster Ebene beendet hatte, betreute er in der Saison 1955/56 von Jänner bis März 1956 kurzzeitig den SK Rapid Wien als Trainer; dieser wurde in dieser Saison österreichischer Meister.
Am 22. Mai 1983 starb Beranek im Alter von 83 Jahren.